# Walter Lehning Verlag
Walter Lehning Verlag a fost o editură germană înființată în 1946 care s-a concentrat pe publicarea de reviste, romane și benzi desenate. A obținut în anii 1950 și 1960 o cotă de piață semnificativă în domeniul benzilor desenate. În anul 1968 editura a fost dizolvată după ce a declarat falimentul.

## Istorie și dezvoltare
Editura a fost reînființată în 1946 de Walter Lehning în Hannoversch Münden, după ce compania predecesoare a fost închisă în 1937 de către național-socialiști. Programul editorial consta la început din romane polițiste și de aventuri ieftine, cum ar fi colecțiile de literatură de consum Gloria, Stella și Luna, care au ajuns fiecare la câteva sute de numere. În 1948 a fost lansată revista Skorpion – literarisches Magazin mit einem abgeschlossenen Roman. Mai târziu au apărut alte reviste, printre care revista pentru bărbați Joy și revista cu caracter erotic Party. În anul 1952 compania s-a mutat la Hanovra, mai întâi în Bahnhofstrasse, unde Walter Lehning menținuse încă de la începutul anului 1950 un birou în clădirea de la nr. 5. Cu toate acestea, sediul companiei a fost mutat la sfârșitul anului 1952 / începutul anului 1953 într-o clădire nou amenajată de pe Ferdinandstraße 19 (colț cu Bernstraße). Adresa editurii din Hanovra s-a schimbat din nou în anii 1960, în Uhlemeyerstraße 2, deoarece Ferdinandstrasse a fost împărțită, iar clădirea editurii Lehninghaus s-a aflat în partea de stradă redenumită. Publicarea benzilor desenate a început în 1953. Pe parcursul existenței sale, editura Walter Lehning a intrat de mai multe ori în dificultăți financiare, parțial din cauza unui proiect eșuat pentru înființarea unei reviste. În aprilie 1968 editura a fost dizolvată după ce a declarat falimentul. Sub conducerea fiului lui Walter Lehning, Bernd, au avut loc unele reeditări în 1971, dar afacerea s-a încheiat în septembrie 1972.

## Benzi desenate
După o călătorie în Italia, Lehning a lansat în 1953 primele benzi desenate cu Akim de Augusto Pedrazza, El Bravo de Franco Bignotti și Carnera. Broșurile tipărite sub licența editurii italiene Edizioni Tomasina în format Piccolo au fost vândute la prețul de 20 de pfennigi. Două luni mai târziu a fost lansat serialul de benzi desenate Fulgor al artistului italian Pedrazza. Serialul de benzi desenate Sigurd, ilustrat de Hansrudi Wäscher și lansat în același an, a reprezentat prima creație internă tipărită de editura Walter Lehning Verlag. Wäscher s-a dovedit cel mai prolific ilustrator al editurii, contribuind la 1.173 de broșuri în format Piccolo și Kolibri și la peste 500 de cărți de dimensiuni mari. El a ilustrat, de asemenea, serialele lungi Akim, Neue Abenteuer, Falk, Nick și Tibor. Alte seriale de lungă durată au fost Abenteuer der Weltgeschichte și Jan Maat al lui Bob Heinz.
La începutul anilor 1960 editura a început să se bazeze pe personajele de desene animate produse de studioul de animație Hanna-Barbera. Deși au apărut sub titlul Daffy un număr de 56 de broșuri, o a doua serie intitulată Doggy a fost însă întreruptă după doar două numere. De asemenea, colecția de broșuri Blondie und Dankwart - The Schmunzelmagazin, care conținea, pe lângă serialul cu personajul titular desenat de Chic Young, și alte serii cum ar  The Little King al lui Otto Soglows, a fost întreruptă după numai 16 numere. După ce drepturile de autor asupra operelor lui Karl May au expirat la sfârșitul anului 1962, Walter Lehning Verlag a publicat adaptări sub formă de benzi desenate ale mai multor romane ale acestuia, care au fost ilustrate de Helmut Nickel și Harry Ehrt. Odată cu încetarea activităților comerciale în aprilie 1968, serialele aflate în curs de desfășurare au fost întrerupte.

## Procedura de indexare
Odată cu înființarea Bundesprüfstelle für jugendgefährdende Medien (Oficiul Federal de Examinare a scrierilor periculoase pentru tineret) în anul 1954, publicațiile editurii Walter Lehning au fost afectate, de asemenea, de procedurile de indexare. La prima ședință a instituției nou înființate a fost trecută provizoriu la index broșura nr. 3 din colecția Jezab, der Seefahrer. Indexarea a fost definitivată prin publicarea la 14 iulie 1954 în Bundesanzeiger (Monitorul Oficial Federal) nr. 132. Cu toate acestea, ea nu a avut nici un efect imediat, deoarece toate numerele broșurii respective fuseseră deja vândută. În general, editura Walter Lehning a fost cea mai afectată de această procedură de indexare: dintre primele 36 de numere, care au fost indexate în primii ani ai Oficiului Federal de Examinare, 26 proveneau de la această editură. Doar editura Alfons-Semrau Verlag a fost afectată, de asemenea, de indexarea mai multor publicații; celelalte edituri mici și mari, care au publicat benzi desenate, au fost scutite în mare măsură de indexare. Cinci din cele șase interdicții de durată emise în această perioadă s-au referit la benzile desenate publicate de Walter Lehning Verlag. Cel mai grav afectat a fost serialul de benzi desenate El Bravo, care a primit o interdicție de publicare de douăsprezece luni. Interdicții de șase luni de publicare au primit colecțiile Blauer Pfeil și Franca, iar de trei luni serialele Sheriff Teddy și Akim. În timp ce o indexare de durată a însemnat sfârșitul de facto pentru majoritatea colecțiilor, Lehning a încercat să ocolească interdicția serialului Akim prin redenumirea sa ca Herr des Dschungels.

## Reeditări
În timpul existenței editurii Walter Lehning colecțiile publicate anterior au fost retipărite, ca de exemplu colecția Piccolo-Sonderband. Începând din anii 1970 alte edituri au realizat numeroase reeditări ale cărților și revistelor publicate inițial de editura Walter Lehning. Astfel Comic Buch Club (CBC) a republicat 325 de episoade ale serialului Sigurd-Piccolo în anii 1977 și 1978, dintre care ultimul număr, nr. 325, a fost publicat în premieră. Norbert Hethke Verlag a reeditat seriile ilustrate de Wäscher Sigurd, Tibor, Nick și Falk sub formă de cărți. Comiczeit Verlag a publicat sub titlul Illustrierte Deutsche Comicgeschichte unsprezece volume cu serialele de benzi desenate apărute în broșurile editurii Walter Lehning.